# Karl Frederick, Duce de Saxa-Meiningen
Karl Friedrich, Duce de Saxa-Meiningen (18 iulie 1712 – 28 martie 1743), a fost Duce de Saxa-Meiningen.

## Biografie
A fost al patrulea fiu însă al treilea fiu supraviețuitor al lui Ernst Ludwig I, Duce de Saxa-Meiningen și a primei soții a acestuia, Dorothea Marie de Saxa-Gotha.
Karl Friedrich a moștenit ducatul de Saxa-Meiningen împreună cu fratele său mai mare, Ernst Ludwig II, când tatăl lor a murit în 1724. Pentru că cei doi prinți erau minori, unchii lor Frederik Wilhelm și Anton Ulrich au fost regenți până în 1733. Când fratele său mai mare a murit necăsătorit în 1729, la numai 19 ani, Karl Frederick a condus singur până la moartea sa.
Ca și fratele său, el nu s-a căsătorit niciodată și a fost succedat de unchiul său, Friedrich Wilhelm.